# 喉輪
喉輪（のどわ）は、相撲の取り組みにおいて使用される技術である。

## 概要
相手の喉に手を筈（親指と他4本の指をY字型に開いて相手の体にあてがうこと）にして押し当て、相手の動きを封じる技。その状態から突っ張りなどの別の技へ移行したり、喉輪の状態のまま押し出したりする。もう一方の手はおっつけるのが基本。相撲は常に顎を締めていかなければならないが、その顎を下から押し上げるので、相手の重心が浮いてしまう効果がある。

## 決まり手としての「喉輪」
「喉輪」は公式の決まり手ではないが、公式決まり手制定以前の大相撲1951年1月場所4日目の○羽黒山政司－九州錦正男×の取組は、マスコミにより決まり手が「喉輪」と報道された。

## 他の競技での応用
格闘技でも相手の動きを止める目的で使用される場合があるが、指を使用しての喉への攻撃は、ルールで禁止されていることが多い。
プロレスにおいては喉輪の状態から移行する技が複数ある。特に投げ技系に多く、「喉輪落とし（チョーク・スラム）」が代表的で大相撲出身の田上明などが得意技としている。玉鷲一朗の代名詞ともされる。